# Erythrina berenices
Erythrina berenices är en ärtväxtart som beskrevs av Krukoff och Rupert Charles Barneby. Erythrina berenices ingår i släktet Erythrina och familjen ärtväxter. Inga underarter finns listade i Catalogue of Life.